# Kanton Le Grand-Serre
Der Kanton Le Grand-Serre war bis 2015 ein französischer Wahlkreis im Arrondissement Valence, im Département Drôme und in der Region Rhône-Alpes; sein Hauptort war Le Grand-Serre.
Der elf Gemeinden umfassende Kanton Le Grand-Serre hatte 10.919 Einwohner (Stand: 2015). Die Fläche betrug 185,50 km².

## Gemeinden
| Gemeinde                     | Einwohner | Fläche in km² |
| ---------------------------- | --------- | ------------- |
| Épinouze                     | 1096      | 1121          |
| Hauterives                   | 1333      | 3051          |
| Lapeyrouse-Mornay            | 805       | 1145          |
| Le Grand-Serre (chef-lieu)   | 735       | 2474          |
| Lens-Lestang                 | 667       | 1641          |
| Manthes                      | 570       | 683           |
| Montrigaud                   | 446       | 2873          |
| Moras-en-Valloire            | 602       | 858           |
| Saint-Christophe-et-le-Laris | 289       | 1135          |
| Saint-Sorlin-en-Valloire     | 1559      | 2650          |
| Tersanne                     | 189       | 949           |